# 沐晟
沐晟（1368年—1439年），字景茂，明朝开国大将沐英次子，沐春弟、沐昂兄，耿炳文外甥，安徽定遠人，明朝军事人物。
沐晟早年继承長兄沐春「西平侯」爵位。永乐年间，同张辅進攻并佔領安南，改其為交阯，因功進封「黔國公」。正统年间，率军讨伐麓川叛乱战败，退军后病逝。

## 生平

### 建文年间
沐晟面容凝重，少言寡语，深受朱元璋喜爱，后历任后军左都督。建文元年（1399年），承袭其兄的爵位。此时，少数民族刀干孟再次叛乱，明惠帝遂拜何福为征虏将军。何福继而攻破敌寨并擒拿刀干孟，招降叛军七万余人。当时诸少数民族分割占据刀干孟属地，沐晟将他们全部平定，分为三府二州五长官司，又在怒江以西设置屯卫千户所戍守，麓川地区得以安定。
岷王朱楩被分封到云南府，多有不法之事，建文元年六月，建文帝将他削藩囚禁。建文四年（1402年），燕王朱棣即位，释放岷王归籓，岷王回到与云南之后更加肆无忌惮，沐晟在一定程度上牵制岷王。岷王愤怒，向明成祖说沐晟的坏话。明成祖因岷王的缘故训诫沐晟，并赐书给岷王，称沐晟的父亲有大功于朝廷，不要开罪与他。

### 永乐年间
永樂三年（1405年），八百大甸进犯明朝边境，中断进攻，沐晟会同车里、木邦讨平八百大甸。永乐四年，明成祖命成國公朱能為征夷將軍，張輔為右副將軍，沐晟為左副將軍，分兵討伐安南。沐晟部隊自雲南進入，于白鶴結寨，與张辅合軍進攻多邦城，并追至傘圓山。之後攻破傘圓山，招撫降附，攻佔東都昇龍（今河內市）、西都清華（今清化市）。胡季犛焚燒宮殿后逃入海上，三江州縣紛紛投降。次年五月，明军生擒胡季犛及其子胡漢蒼，以及其各諸王將相大臣等，押送到京師。越南胡朝自此滅亡。明朝在安南交阯承宣布政使司，對其直接進行統治。回朝之后，沐晟论功被封为黔国公，岁禄三千石，赠与世券。
永樂六年冬天，陳氏子孫簡定王陳頠（簡定帝）以恢復陳朝為名，再次起兵反明。明成祖命沐晟討伐，但明軍在生厥江被打敗。次年春，再命張輔佩征虜將軍印，帥師討伐。张辅再率领军队与沐晟合讨交趾，生擒陳頠送到京师。之后张辅回到京师，留沐晟继续搜捕陳季擴（重光帝），沐晟多次战役都不能攻下。张辅再次率军出师与沐晟会合，一直追击到占城，擒获了陈季扩，之后才班师回朝，沐晟也受到了明成祖的赏赐。永乐十七年（1419年），富州少数民族叛乱，沐晟率领军队前去围剿，在进攻之前，派人宣讲利害关系，于是平息了叛乱。

### 洪熙、宣德、正统年间
明仁宗朱高炽即位之后，沐晟加太傅，并且为他铸征南将军之印。之后沐氏继而镇守云南的，都赠与这方宝印。宣德元年（1426年），交趾的黎利的势力又开始发展起来，明廷下诏沐晟和安远侯柳升一起进讨交趾。之后柳升战死，沐晟也随之退兵。王通被迫與黎利結盟。朝议放棄交阯。最終，明朝撤销交阯承宣布政使司，冊封黎利為安南國王。群臣都弹劾沐晟，明宣宗收回了他的宝印以示惩戒。
正统三年（1438年），麓川再次叛乱，沐晟和胞弟沐昂、都督方政会兵攻击，并攻下到高黎贡山。第二年破山寨，但方政中伏击而死，战绩遂败。沐晟引兵撤退，逐渐因恐惧而发病，到楚雄时病亡。贈定遠王，諡「忠敬」。沐晟子沐斌，年幼居京城，由沐昂代镇云南。